# Pocillopora fungiformis
Pocillopora fungiformis är en korallart som beskrevs av Veron 2002. Pocillopora fungiformis ingår i släktet Pocillopora och familjen Pocilloporidae. IUCN kategoriserar arten globalt som starkt hotad. Inga underarter finns listade i Catalogue of Life.